# Мино, Шарлотта
Шарло́тта Мино́ (англ. Charlotte Mineau; 24 марта 1886 — 12 октября 1979) — американская актриса немого кино.

## Биография
Шарлотта Мино за время своей кино карьеры с 1913 по 1931 год снялась в 65 фильмах. Наиболее заметными были её появления в фильмах с участием Чарли Чаплина, так же она снялась в нескольких ранних фильмах с участием комедийного дуэта Лорел и Харди.
Родилась в штате Мичиган, и умерла в Лос-Анджелесе, штат Калифорния.

## Избранная фильмография
- 1915 — Его новая работа — кинозвезда
- 1915 — Вечер в мюзик-холле — зрительница
- 1916 — Обозрение творчества Чаплина в «Эссеней» — кинозвезда
- 1916 — Контролёр универмага — детектив
- 1916 — Скиталец — мать девушки
- 1916 — Граф — миссис Манибэгс
- 1916 — Скетинг-ринг — подруга Эдны
- 1916 — Лавка ростовщика — женщина с аквариумом
- 1916 — За экраном — актриса детективного фильма
- 1917 — Тихая улица — жена Громилы
- 1926 — Воробушки — миссис Гримс